# Urushi

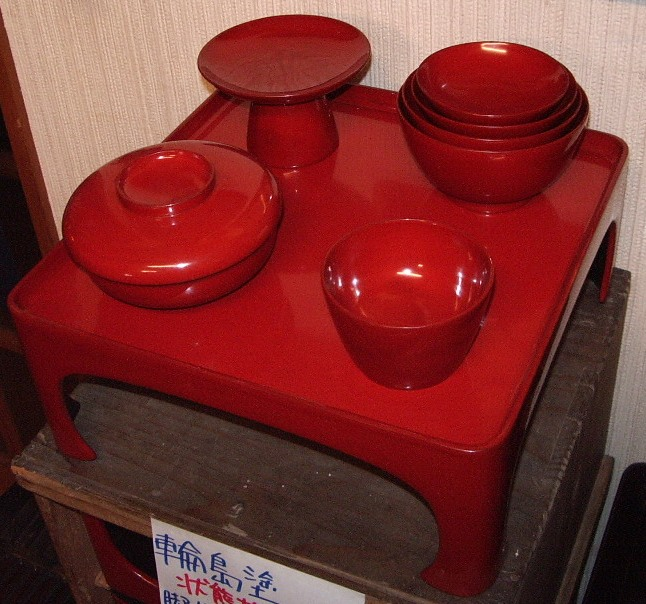
Traditionelle japanische Lackwaren aus Wajima (Ishikawa)

Urushi (jap. 漆) ist die Bezeichnung für einen natürlichen Lack (Chinalack) und das traditionelle japanische Kunsthandwerk der japanischen Lackkunst.

## Geschichte
Die Wurzeln der Verarbeitungstechnik lassen sich etwa 6.000 Jahre zurückverfolgen. Seit der Jungsteinzeit lassen sich Nachweise für die Verwendung von Urushi finden. Zuerst diente das Harz der Befestigung von Speer- und Pfeilspitzen. Im 6. Jahrhundert erreichte die Urushi-Technik bereits ein sehr hohes künstlerisches Niveau und war über viele Jahrhunderte als Luxusgut dem Kaiserhaus und dem Adel vorbehalten. Erst im 17. Jahrhundert kamen Objekte in nennenswertem Umfang nach Europa. Heute arbeiten auch einige europäische Künstler mit diesem Material.

## Herstellung
Der Rohstoff dafür wird aus dem Harz des mit dem Essigbaum verwandten ostasiatischen Lackbaums (Rhus verniciflua, 漆の木, Urushi no Ki) gewonnen. Der rohe Lack ist zunächst trüb, aber nach dem Aushärten durch Polymerisation klar und sehr hell bis dunkel bernsteinfarben.
Als Grundlage werden meist Holz- oder Papiermaché-Gegenstände verwendet, die zuerst mit einer Paste aus Urushi und Tonpulver grundiert und mit einem Wasserstein oder Schleifpapier nass geschliffen werden. Man kann aber auch Gegenstände aus einer Paste aus Ton und Urushi oder aus Urushi-getränktem Gewebe über einem Modell formen.
Dann wird in zahlreichen Schichten farbiges Urushi aufgetragen. Urushi wird traditionell oft rot (mit Eisenoxid und Zinnober) oder schwarz (mit Ruß) pigmentiert, kann aber auch als halb-durchsichtiges Urushi verarbeitet werden. Teilweise wird in Urushi noch anderes Material eingebettet, z. B. Gold- oder Silberstaub oder Blattmetall (蒔絵, Makie), Perlmutt (螺鈿, Raden  oder 青貝, Aogai) oder Eierschalen (卵殻, Rankaku).
Jede Schicht muss unter absolut staubfreien Bedingungen bei hoher Luftfeuchte und knapp 30 °C aushärten. Urushi-Künstler siedeln sich daher oft in abgelegenen Gebirgsgegenden an. In Japan ließ man den Lack oft auf Flößen aushärten, die auf das Meer hinausgezogen wurden. Dort über dem Wasser gab es praktisch keinen Staub, was für die Erzielung von Hochglanz wichtig war.
Die im nicht ausgehärteten Harz enthaltenen Urushiole können bei Hautkontakt allergische Hautausschläge auslösen; die gleichen Stoffe sind in dem in Nordamerika beheimateten Giftefeu (Poison ivy) enthalten. Die fertige Urushi-Ware ist beständig gegen Wasser, Alkohol, Lösemittel und Säuren, dauerelastisch und lebensmittelecht. Das Harz verhindert außerdem das Wachstum von Schimmelpilzen, was unter den feuchten japanischen Klimabedingungen besonders vorteilhaft ist. Nur lang andauernde Einwirkung von intensivem Sonnenlicht beschädigt Urushi.
Die Beschichtung hat einen Glanz und eine Tiefe, die weder mit Schellackpolitur noch mit modernen Kunstharzlacken erreicht werden kann.
Gegenstände wie Schalen, Essstäbchen, Tabletts, Möbel, aber auch Kyūdō-Bögen und die Scheiden japanischer Schwerter, Rüstungen (Yoroi) sowie Helme (Kabuto) werden damit geschützt. Auf Grund seiner Elastizität kann es auch punktuell auf Leder aufgetragen werden, beispielsweise durch Stempel- und Siebdrucktechniken. Beutel, Taschen und Geldbörsen aus Hirschleder werden so dekoriert.

## Ausstellungen
- 2011: Lack und Goldarbeiten von Meister Takahashi, Kyōto, Deutsches Klingenmuseum, Solingen-Gräfrath[1]